# ريتشارد ميكلسون
ريتشارد ميكلسون (بالإنجليزية: Richard Michelson)‏ هو كاتب للأطفال أمريكي، ولد في 3 يوليو 1953 في بروكلين في الولايات المتحدة.